# Áfangafell
Áfangafell är en kulle i republiken Island. Den ligger i regionen Norðurland vestra. Toppen på Áfangafell är 584 meter över havet.